# Podbeskydská vrchovina
Podbeskydská vrchovina je geomorfologický celek na severu Slovenska. Je součástí provincie Západní Karpaty, subprovincie Vnější Západní Karpaty a oblasti Střední Beskydy.

## Polohopis
Na severu hraničí s podbeskydskou brázdou, na severozápadě s Oravskými Beskydy, na západě s Kysuckou vrchovinou a na jihu s Oravskou Magurou a Oravskou kotlinou. Na východě území vymezuje hranice s Polskem. Na území vrchoviny leží jediná geomorfologická část Lesnianska planina. 
Podbeskydské vrchovina zabírá velkou část povodí Bílé Oravy a je tedy prodloužena ve směru západ - východ. Vodní toky směřují převážně severojižním směrem k Bílé Oravě, která teče východním směrem. Část území je součástí CHKO Horná Orava. 